# Halisaurus
Halisaurus is een geslacht uit de Mosasauridae, een familie van uitgestorven in zee levende hagedissen. Dit dier leefde tijdens het Laat-Krijt.

## Fossiele vondsten en naamgeving
Fossielen van Halisaurus zijn met name gevonden in afzettingen van de Western Interior Seaway in Noord-Amerika. Daarnaast zijn vondsten gedaan in Europa, Peru en op verschillende locaties in Afrika, zoals de Mocuio-formatie in Angola.
Bij Hornerstown, New Jersey, werden door John G. Meirs, wiens Cream Ridge Marl Company in Monmouth County verschillende mergelgroeven exploiteerde, wat botten gevonden van een mosasauride. Die werden oktober 1869 door Othniel Charles Marsh benoemd als de typesoort Halisaurus platyspondylus. De geslachtsnaam is afgeleid van het Grieks ἅλς, hals, "zee". De soortaanduiding is een combinatie van het Grieks platys, "plat", en spondylos, "spoel", een verwijzing naar de afgeplatte wervels. Marsh had augustus 1869 de soort tijdens een lezing benoemd als een Macrosaurus platyspondylus, maar die naam was niet gepubliceerd. In 1870 werd het geslacht door Marsh hernoemd tot Baptosaurus omdat de naam homofoon (gelijkluidend) zou zijn aan die van de basale vis Halosaurus. Afgezien van de vraag of dat correct is, maakt homofonie een naam naar moderne normen niet ongeldig en Halisaurus is daarom de geldige  naam van het geslacht.
Het holotype, YPM 444, is gevonden in een laag van de New Egypt Formation die dateert uit het Maastrichtien. Het bestaat uit een reeks van tweeëndertig wervels uit de nek en rug, vier pygalia (vereenvoudigde sacrale wervels) en tweeënzeventig staartwervels met chevrons.
In 1869 benoemde Marsh tegelijkertijd een tweede soort, Halisaurus fraternus, de "broederlijke", gebaseerd op drie ruggenwervels van dezelfde vindplaats als Halisaurus platyspondylus die wat langgerekter van bouw waren. Er is geen gepubliceerd inventarisnummer. Ook deze soort werd hernoemd tot Baptosaurus fraternus. Volgens Russell behoort deze soort tot Plioplatecarpus en is wellicht identiek aan Edward Drinker Copes Mosasaurus depressus. Hij stelde dat een van de ruggenwervels in feite een halswervel was.
In 1894 benoemde John Campbell Merriam een Baptosaurus onchognathus, op basis van een in Logan County, Kansas, gevonden skelet dat verworven was door de Bayerische Staatssammlung für Palaeontologie. Merriam werkte toen nog in Duitsland. De soortaanduiding is afgeleid van het Grieks ὄγκος, onkos, "haak", en gnathos, "kaak", een verwijzing naar het haakvormige retroarticulair uitsteeksel aan de achterkant van de onderkaak. Het holotype, bestaande uit delen van de schedel en onderkaken alsmede acht wervels, werd in 1944 vernietigd door een Brits bombardement op München. In 1967 werd dit door Dale Alan Russell hernoemd tot een Halisaurus onchognathus. Het type stamt uit het Campanien.
In 1996 hernoemde Theagarten Lingham-Soliar Phosphorosaurus ortliebi tot een Halisaurus ortliebi. Dat werd door de meeste onderzoekers niet aanvaard. Phosphorosaurus wordt meestal gezien als een geldig apart geslacht.
In 2005 benoemde Nathalie Bardet een Halisaurus arambourgi, waarvan de soortaanduiding Camille Arambourg eert. Het holotype is MNHN PMC 14, een skelet uit de fosfaatlagen van Marokko.
In 1967 had Russell Clidastes sternbergii hernoemd tot een Halisaurus sternbergi. Bardet maakte daar in 2005 het aparte geslacht Eonatator van.
In 2023 benoemde Ahmed Shaker een Halisaurus hebae. De soortaanduiding eert Heba Farahat Mohamed die de fossielen prepareerde. Het holotype is NVP030, een skelet uit de Dachlaoase van Egypte. Phosphorosaurus ponpetelegans plaatste hij als een Halisaurus ponpetelegans, en Eonatator coellensis als een Halisaurus coellensis. Daarover bestaat nog geen consensus.

## Kenmerken

### Grootte
Halisaurus was met een lengte van drie tot vier meter relatief klein voor een mosasauriër.

### Onderscheidende kenmerken
In 2005 werd een verbeterde lijst van onderscheidende kenmerken gegeven voor Halisaurus platyspondylus. Het betreft autapomorfieën, unieke afgeleide (nieuwe) eigenschappen. Het neusgat is aan de achterzijde sterk gezwollen. Het prefrontale heeft een grote bijdrage aan het neusgat en een richel boven de oogkas die achterwaarts gelegen is. Het voorhoofdsbeen heeft geen richels op de voorzijde. Het wandbeen vormt een gladde driehoekige bijdrage aan het schedeldak met een rond foramen pineale  dat op een afstand gelijk aan zijn diameter van de beennaad tussen voorhoofdsbeen en wandbeen gelegen is. Het quadratum heeft een smalle en schuine stapediale inkeping. Het pterygoïde draagt negen tanden en heeft een lange tak richting verhemeltebeen die een hoek van 65° maakt met de tak richting ectopterygoïde.

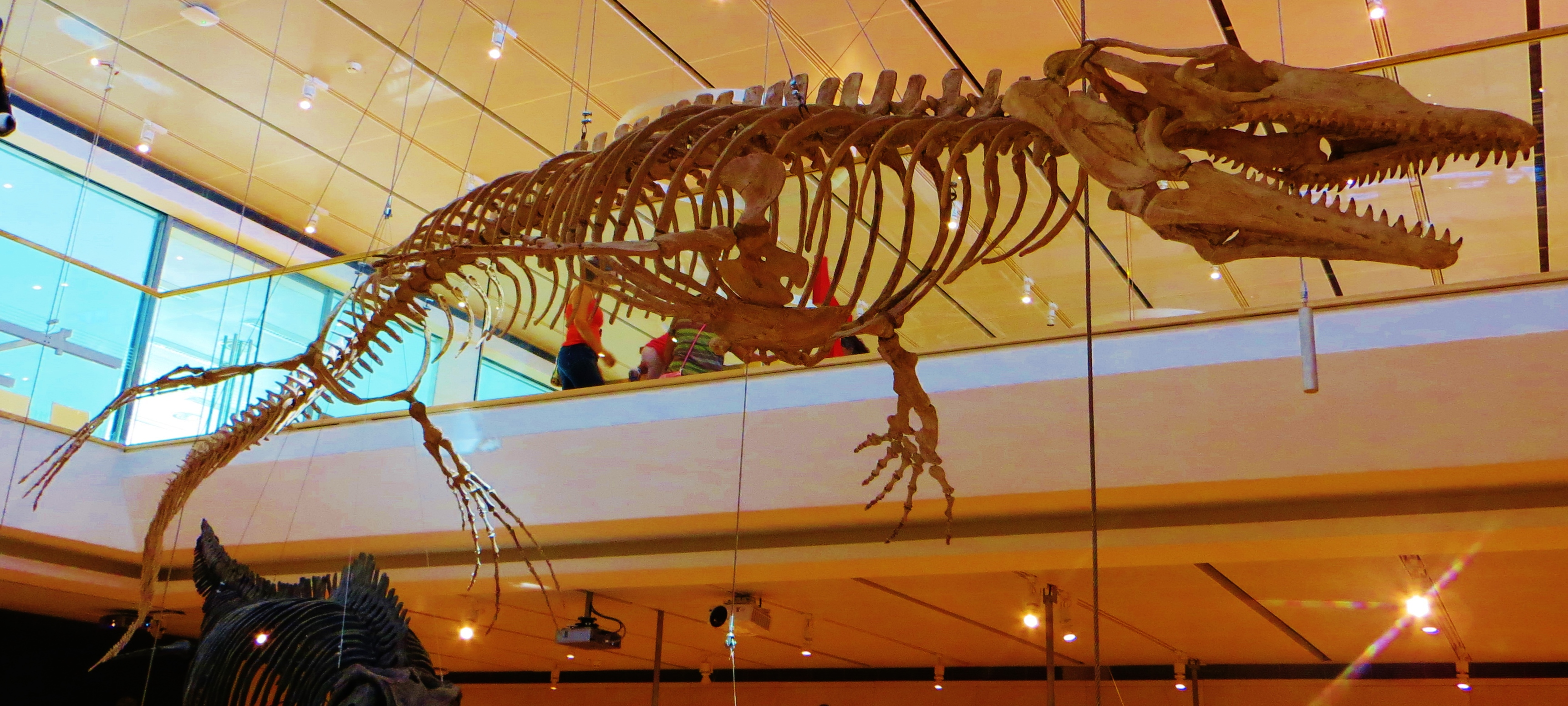
Skelet van H. arambourgi

In 2005 werden ook onderscheidende kenmerken gegeven voor H. arambourgi. Het neusgat ligt boven de zesde tot twaalfde maxillaire tand, is vooraan V-vormig en achteraan U-vormig. Het prefrontale draagt matig bij aan de rand van het neusgat en bezit een kleine voorste richel boven de oogkas. Het voorhoofdsbeen heeft een middenrichel op de bovenzijde die twee derden van de lengte van het bot beslaat en twee voorste schuine richels. De wandbeenderen vormen een driehoekig schedeldak geornamenteerd door overdwars liggende golvende richels en een lensvormig foramen pineale waarvan de voorkant op een afstand van de helft van de lngte van het foramen van de beennaad tussen de voorhoofdsbeenderen en de wandbeenderen gelegen is. Het quadratum heeft een verticale ovale stapediale inkeping. Het pterygoïde heeft een korte tak richting verhemeltebeen dat een hoek maakt van 45° met de tak richting ectopterygoïde. Er staan twee tanden in de praemaxilla, minstens zestien in het bovenkaaksbeen, twaalf in het pterygoïde en negentien in het dentarium. De tanden zijn zeer fijn en scherp, plots naar achteren gebogen met een ronde dwarsdoorsnede van de basis, twee snijranden en tandglazuur geornamenteerd door piepkleine richels. De wervelkolom bestaat uit zeven halswervels, minstens twintig ruggenwervels of pygalia, meer dan negenentwintig tussenliggende staartwervels en vijfenveertig achterste staartwervels. Het opperarmbeen is ongeveer 60% langer dan breed. Het dijbeen is ongeveer anderhalf maal langer dan breed.
In 2023 werd een combinatie van onderscheidende kenmerken aangegeven voor H. hebae. De voorhoofdsbeenderen zijn lang en taps toelopend vóór de oogkassen met brede bolle takken boven de oogkassen en naar voren verplaatste achterste buitenste vleugels. De voorhoofdsbeenderen hebben een hol contact op de middenlijn met de wandbeenderen. De middenrichel op de voorhoofdsbeenderen is ontwikkeld als een scherpe smalle richel die uitloopt over de volle lengte van de wandbeenderen. Het foramen parietale is klein en min of meer rond. Het schedeldak is driehoekig met breed bolle achterste buitenranden. Het raakvlak van het wandbeen en het bovenste slaapvenster is schuin gericht. De conch, de schelpvormige structuur, van het quadratum is vooraan smal en achteraan zeer breed, naar boven tot aan de kop van het quadratum lopend. De doorgang van de meatus tympanicus van het quadratum is klein, lensvormig en hellend. De processus stapedialis van het quadratum is breed. Het surangulare levert een grote bijdrage aan de trog van het kaakgewricht.

### Skelet

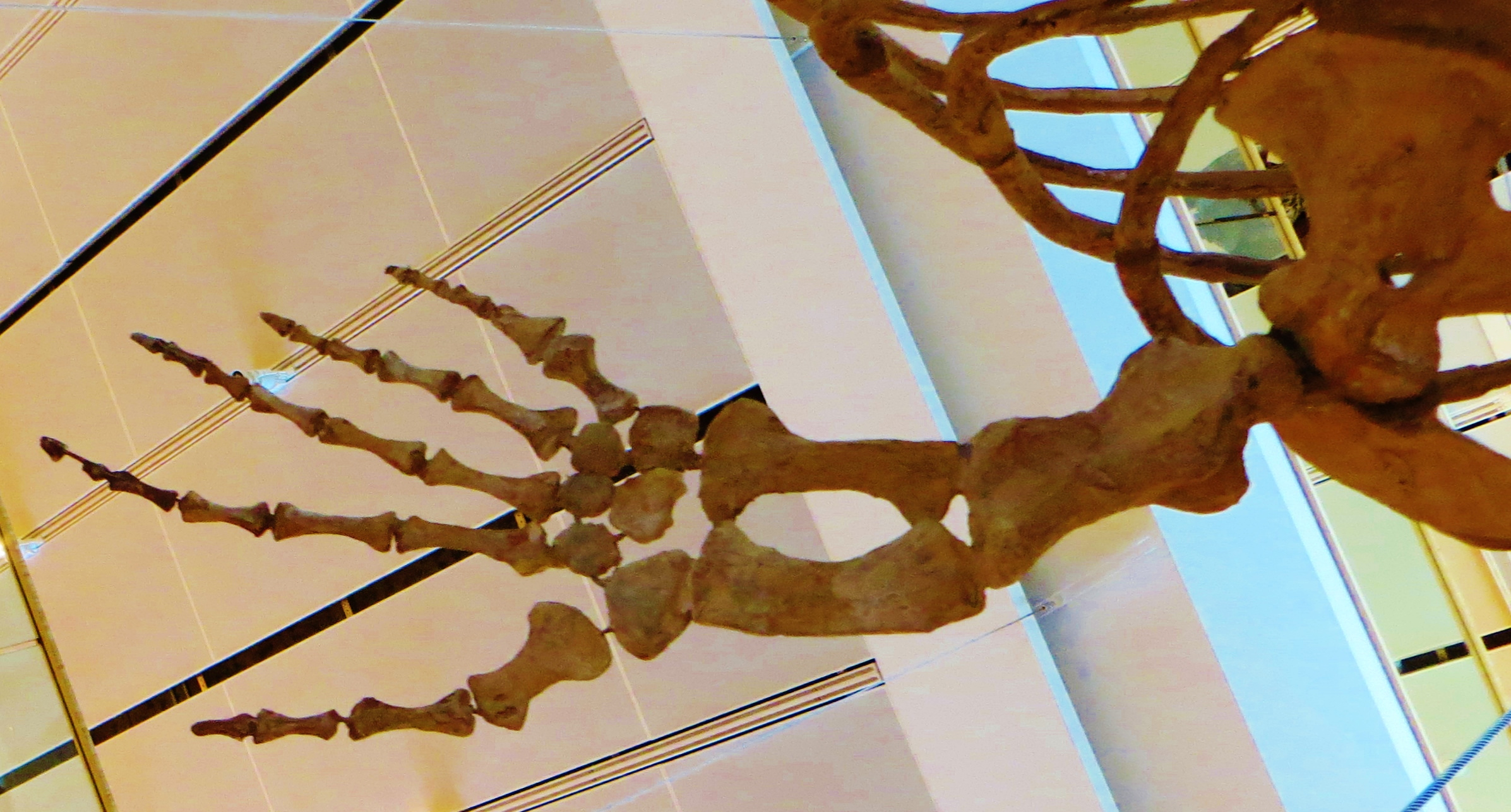
De hand toont geen hyperfalangie

Halisaurus heeft een basale bouw. Vooral de ledematen lijken nog wat op die van landbewonende hagedissen. Spaakbeen en scheenbeen zijn langwerpig. De handen en voeten tonen geen hyperfalangie, extra kootjes in de vingers en tenen. Het is mogelijk dat die nog onderling beweeglijk waren, slechts verbonden door zwemvliezen, in plaats van doorlopende peddels te vormen. De tanden zijn klein en puntig.

## Fylogenie
Halisaurus is in de Halsasaurinae geplaatst en daarin meer bepaald de Halsasaurini. Die groepen staan basaal in de Mosasaurinae.
De interne fylogenie van de Halsasaurini is problematisch omdat er geen consensus is welke soorten een eigen geslacht vormen en per analyse hun onderlinge relaties anders kunnen uitvallen.
Het onderstaande cladogram toont een stamboom volgens de analyse uit 2023 met vijf halisaurussoorten.
|  | Halisaurus arambourgi                       |
|  |                                             |
|  | \| \| Halisaurus platyspondylus \| \| \| \| |
|  |                                             |
|  | Halisaurus platyspondylus                   |
|  |                                             |

|  | Halisaurus platyspondylus |
|  |                           |

|  | Halisaurus arambourgi                       |
|  |                                             |
|  | \| \| Halisaurus platyspondylus \| \| \| \| |
|  |                                             |
|  | Halisaurus platyspondylus                   |
|  |                                             |

|  | Halisaurus platyspondylus |
|  |                           |

|  | Halisaurus arambourgi                       |
|  |                                             |
|  | \| \| Halisaurus platyspondylus \| \| \| \| |
|  |                                             |
|  | Halisaurus platyspondylus                   |
|  |                                             |

|  | Halisaurus platyspondylus |
|  |                           |

|  | Halisaurus arambourgi                       |
|  |                                             |
|  | \| \| Halisaurus platyspondylus \| \| \| \| |
|  |                                             |
|  | Halisaurus platyspondylus                   |
|  |                                             |

|  | Halisaurus platyspondylus |
|  |                           |

|  | Halisaurus arambourgi                       |
|  |                                             |
|  | \| \| Halisaurus platyspondylus \| \| \| \| |
|  |                                             |
|  | Halisaurus platyspondylus                   |
|  |                                             |

|  | Halisaurus platyspondylus |
|  |                           |

|  | Halisaurus arambourgi                       |
|  |                                             |
|  | \| \| Halisaurus platyspondylus \| \| \| \| |
|  |                                             |
|  | Halisaurus platyspondylus                   |
|  |                                             |

|  | Halisaurus platyspondylus |
|  |                           |

|  | Halisaurus arambourgi                       |
|  |                                             |
|  | \| \| Halisaurus platyspondylus \| \| \| \| |
|  |                                             |
|  | Halisaurus platyspondylus                   |
|  |                                             |

|  | Halisaurus platyspondylus |
|  |                           |

|  | Halisaurus arambourgi                       |
|  |                                             |
|  | \| \| Halisaurus platyspondylus \| \| \| \| |
|  |                                             |
|  | Halisaurus platyspondylus                   |
|  |                                             |

|  | Halisaurus platyspondylus |
|  |                           |

|  | Halisaurus arambourgi                       |
|  |                                             |
|  | \| \| Halisaurus platyspondylus \| \| \| \| |
|  |                                             |
|  | Halisaurus platyspondylus                   |
|  |                                             |

|  | Halisaurus platyspondylus |
|  |                           |

|  | Halisaurus arambourgi                       |
|  |                                             |
|  | \| \| Halisaurus platyspondylus \| \| \| \| |
|  |                                             |
|  | Halisaurus platyspondylus                   |
|  |                                             |

|  | Halisaurus platyspondylus |
|  |                           |

|  | Halisaurus arambourgi                       |
|  |                                             |
|  | \| \| Halisaurus platyspondylus \| \| \| \| |
|  |                                             |
|  | Halisaurus platyspondylus                   |
|  |                                             |

|  | Halisaurus platyspondylus |
|  |                           |

|  | Halisaurus arambourgi                       |
|  |                                             |
|  | \| \| Halisaurus platyspondylus \| \| \| \| |
|  |                                             |
|  | Halisaurus platyspondylus                   |
|  |                                             |

|  | Halisaurus platyspondylus |
|  |                           |

|  | Halisaurus arambourgi                       |
|  |                                             |
|  | \| \| Halisaurus platyspondylus \| \| \| \| |
|  |                                             |
|  | Halisaurus platyspondylus                   |
|  |                                             |

|  | Halisaurus platyspondylus |
|  |                           |

|  | Halisaurus arambourgi                       |
|  |                                             |
|  | \| \| Halisaurus platyspondylus \| \| \| \| |
|  |                                             |
|  | Halisaurus platyspondylus                   |
|  |                                             |

|  | Halisaurus platyspondylus |
|  |                           |

|  | Halisaurus arambourgi                       |
|  |                                             |
|  | \| \| Halisaurus platyspondylus \| \| \| \| |
|  |                                             |
|  | Halisaurus platyspondylus                   |
|  |                                             |

|  | Halisaurus platyspondylus |
|  |                           |

|  | Halisaurus arambourgi                       |
|  |                                             |
|  | \| \| Halisaurus platyspondylus \| \| \| \| |
|  |                                             |
|  | Halisaurus platyspondylus                   |
|  |                                             |

|  | Halisaurus platyspondylus |
|  |                           |

|  | Halisaurus arambourgi                       |
|  |                                             |
|  | \| \| Halisaurus platyspondylus \| \| \| \| |
|  |                                             |
|  | Halisaurus platyspondylus                   |
|  |                                             |

|  | Halisaurus platyspondylus |
|  |                           |

|  | Halisaurus arambourgi                       |
|  |                                             |
|  | \| \| Halisaurus platyspondylus \| \| \| \| |
|  |                                             |
|  | Halisaurus platyspondylus                   |
|  |                                             |

|  | Halisaurus platyspondylus |
|  |                           |

|  | Halisaurus arambourgi                       |
|  |                                             |
|  | \| \| Halisaurus platyspondylus \| \| \| \| |
|  |                                             |
|  | Halisaurus platyspondylus                   |
|  |                                             |

|  | Halisaurus platyspondylus |
|  |                           |

|  | Halisaurus arambourgi                       |
|  |                                             |
|  | \| \| Halisaurus platyspondylus \| \| \| \| |
|  |                                             |
|  | Halisaurus platyspondylus                   |
|  |                                             |

|  | Halisaurus platyspondylus |
|  |                           |

|  | Halisaurus arambourgi                       |
|  |                                             |
|  | \| \| Halisaurus platyspondylus \| \| \| \| |
|  |                                             |
|  | Halisaurus platyspondylus                   |
|  |                                             |

|  | Halisaurus platyspondylus |
|  |                           |

|  | Halisaurus arambourgi                       |
|  |                                             |
|  | \| \| Halisaurus platyspondylus \| \| \| \| |
|  |                                             |
|  | Halisaurus platyspondylus                   |
|  |                                             |

|  | Halisaurus platyspondylus |
|  |                           |

|  | Halisaurus arambourgi                       |
|  |                                             |
|  | \| \| Halisaurus platyspondylus \| \| \| \| |
|  |                                             |
|  | Halisaurus platyspondylus                   |
|  |                                             |

|  | Halisaurus platyspondylus |
|  |                           |

|  | Halisaurus arambourgi                       |
|  |                                             |
|  | \| \| Halisaurus platyspondylus \| \| \| \| |
|  |                                             |
|  | Halisaurus platyspondylus                   |
|  |                                             |

|  | Halisaurus platyspondylus |
|  |                           |

|  | Halisaurus arambourgi                       |
|  |                                             |
|  | \| \| Halisaurus platyspondylus \| \| \| \| |
|  |                                             |
|  | Halisaurus platyspondylus                   |
|  |                                             |

|  | Halisaurus platyspondylus |
|  |                           |

|  | Halisaurus arambourgi                       |
|  |                                             |
|  | \| \| Halisaurus platyspondylus \| \| \| \| |
|  |                                             |
|  | Halisaurus platyspondylus                   |
|  |                                             |

|  | Halisaurus platyspondylus |
|  |                           |

|  | Halisaurus arambourgi                       |
|  |                                             |
|  | \| \| Halisaurus platyspondylus \| \| \| \| |
|  |                                             |
|  | Halisaurus platyspondylus                   |
|  |                                             |

|  | Halisaurus platyspondylus |
|  |                           |

|  | Halisaurus arambourgi                       |
|  |                                             |
|  | \| \| Halisaurus platyspondylus \| \| \| \| |
|  |                                             |
|  | Halisaurus platyspondylus                   |
|  |                                             |

|  | Halisaurus platyspondylus |
|  |                           |

|  | Halisaurus arambourgi                       |
|  |                                             |
|  | \| \| Halisaurus platyspondylus \| \| \| \| |
|  |                                             |
|  | Halisaurus platyspondylus                   |
|  |                                             |

|  | Halisaurus platyspondylus |
|  |                           |

|  | Halisaurus arambourgi                       |
|  |                                             |
|  | \| \| Halisaurus platyspondylus \| \| \| \| |
|  |                                             |
|  | Halisaurus platyspondylus                   |
|  |                                             |

|  | Halisaurus platyspondylus |
|  |                           |

|  | Halisaurus arambourgi                       |
|  |                                             |
|  | \| \| Halisaurus platyspondylus \| \| \| \| |
|  |                                             |
|  | Halisaurus platyspondylus                   |
|  |                                             |

|  | Halisaurus platyspondylus |
|  |                           |

|  | Halisaurus arambourgi                       |
|  |                                             |
|  | \| \| Halisaurus platyspondylus \| \| \| \| |
|  |                                             |
|  | Halisaurus platyspondylus                   |
|  |                                             |

|  | Halisaurus platyspondylus |
|  |                           |

## Levenswijze
Halisaurus was met zijn langere poten een minder efficiënte zwemmer dan de andere mosasauriërs en hij joeg daarom vermoedelijk vanuit een hinderlaag.
Het jukbeen is groot en naar buiten gebogen. De neergaande tak van het postorbitofrontale richting jukbeen is lang en schuin naar achteren gericht. Dit bevestigt dat de ogen groot zijn en meer naar voren gericht zijn voor een zeker dieptezicht. De praemaxilla heeft weinig zenuwopeningen, een teken dat niet (meer) in de modder gewroet werd op zoek naar prooi, maar op zicht gejaagd. Grote ogen kunnen nuttig geweest zijn bij het duiken in de duistere diepzee, maar ook 's nachts, een combinatie die de moderne Bajkalrob toont; dieptezicht kan zelfs overdag van pas komen bij precisieaanvallen. Bij alle gevonden exemplaren ontbraken de scleraalringen zodat de exacte ooggrootte niet gemeten kan worden. Tegen het diep duiken pleit dat de botten geen necrosis tonen als gevolg van caissonziekte.